# Ulrich Karl Traugott Schulz
Ulrich Karl Traugott Schulz, zumeist nur Ulrich K. T. Schulz, (* 15. Dezember 1897 in Berlin; † 18. November 1983 in Potsdam) war ein Zoologe und Pionier des biologischen Kulturfilms.

## Leben
Nach dem Studium der Zoologie an der Humboldt-Universität zu Berlin, das er 1919 mit der Promotion abschloss, wurde Schulz Assistent am Zoologischen Institut der Landwirtschaftlichen Hochschule Berlin.
1920 kam er zur Kulturabteilung der UFA und leitet dort bis zur Auflösung des Konzerns 1945 die Abteilung Biologie. Mit über 400 Filmen zu Tieren und Pflanzen gehört er zu den produktivsten Filmern dieses Genres. Dabei entwickelte und verwandte er immer wieder technische Innovationen, wie etwa ein Teleobjektiv und die Zeitraffer-Technik. Viele seiner Filme entstanden auf Expeditionsreisen nach Norwegen, Italien, Sizilien und Jugoslawien.
1921 brachte Schulz mit dem Film Der Hirschkäfer den ersten Kulturfilm ins deutsche Kino. Gläserne Wundertiere von 1929 war der erste deutsche Tonfilm, Bunte Tierwelt von 1931 der erste deutsche Farbfilm.
Besonders intensiv widmete sich Schulz auch der Weiterentwicklung der Technik für den Unterwasserfilm. Er konstruierte dazu Stative, Guckkästen und Unterwasserspiegel, und platzierte schließlich seinen Kameramann mit einem Tauchanzug und der Kamera selbst auf den Meeresgrund. Sein Film Meerestiere in der Adria von 1933 gilt als der erste deutsche Unterwasserfilm. Er enthält außer zahlreichen Aufnahmen von der Meeresfauna, Fischschwärmen und dem Tierleben auf Wracks auch die Unterwasserarbeit von dalmatinischen Schwammtauchern mit Helm und Anzug. Er wurde in bis zu 12 Meter Wassertiefe ohne künstliche Lichtquellen gedreht, was eine besondere technische Herausforderung war, weil sehr lichtempfindliches Filmmaterial verwandt werden musste. Außerdem gab es noch keinerlei Erfahrungen, welche optischen Bedingungen für die Filmarbeit unter Wasser galten. Wegen dieser technischen Schwierigkeiten brachte er den Farbfilm nicht unter Wasser. Sein Film Kaltblütige Sippschaft. Buntes Leben in der Tiefe von 1943 ist zwar als Agfacolor-Farbfilm gedreht, allerdings handelt es sich noch durchweg um Aquariumsaufnahmen.
Nach Auflösung des UFA-Konzerns war Schulz bis 1949 zunächst wissenschaftlicher Mitarbeiter des Russisch-Technischen Büros für Kinematographie, und dann im Institut für Film und Bild in Hamburg. Anfang der 1950er Jahre dreht er einige Tierfilme in eigener Produktion. 1957 wurde er schließlich Regisseur und Leiter des Studio für populärwissenschaftliche Filme der DEFA in Potsdam/Babelsberg. 1963 zog er sich von der aktiven Filmarbeit zurück.

## Ehrungen
1972 verlieh ihm die Kinotechnische Gesellschaft die Oskar-Messter-Medaille.

## Filmografie (Auswahl)
(Tätigkeit als Regisseur, Drehbuchautor oder Produzent)
- 1921: Der Hirschkäfer
- 1923: Raubritter des Meeres
- 1923: In den Tiergärten des Meeres
- 1925: Die Wunderwelt des blauen Golfes
- 1927: Im Vogelschutzgebiet auf Langeoog
- 1927: Natur und Liebe
- 1933: Wasser hat Balken
- 1933: Aus der Heimat des Elchs Tierbilder aus den finnischen Wäldern
- 1933: Vom Amselfeld zum Ochridasee Bilder vom Volkstum in Südserbien
- 1934: Meerestiere in der Adria
- 1934: Stimmen im Schilf
- 1935: Der Ameisenstaat
- 1937: Der Bienenstaat
- 1937: Mysterium des Lebens
- 1938: Hochzeiter im Tierreich
- 1938: Die Kleinsten aus dem Golf von Neapel
- 1940: Der Neusiedler See
- 1941: Friedliche Jagd mit der Farbenkamera
- 1943: Buntes Leben in der Tiefe
- 1944: Die Rominter Heide
- 1950: Böse Gäste
- 1952: Früchte des Meeres
- 1953: Kleines, emsiges Volk
- 1955: Welt der Wasserjungfer

## Veröffentlichungen
- Eine wichtige Etappe des biologischen Films. In: Film-Kurier, 18. Januar 1944
- Mit der Kamera in der Unterwasserwelt. In: Film-Kurier, 4. Juni 1944
- Filmen am Meeresgrund. Foto-Kino-Technik Nr. 7/1948, S. 180–182
- Die Unterwasser-Kinematographie. In: Das Film-Technikum. Heft 2, Februar 1953, 4. Jahrgang, S. 25–31
- Die Entwicklung der Unterwasserkinematographie. In: Bild und Ton, Heft 7/1960, 13. Jahrgang, S. 208–211
- Wie filmt man Meerestiere? Poseidon (1965) 2, S. 20–23; 3, S. 17–19
- Schwimmtauchen als wissenschaftliche Methode. Poseidon (1967) 63, S. 116–119
- Vom Wasserguckkasten zu den ersten UW-Aufnahmen. In: Neptun, Stuttgart, April 1967. S. 103–106